# Casa Loma

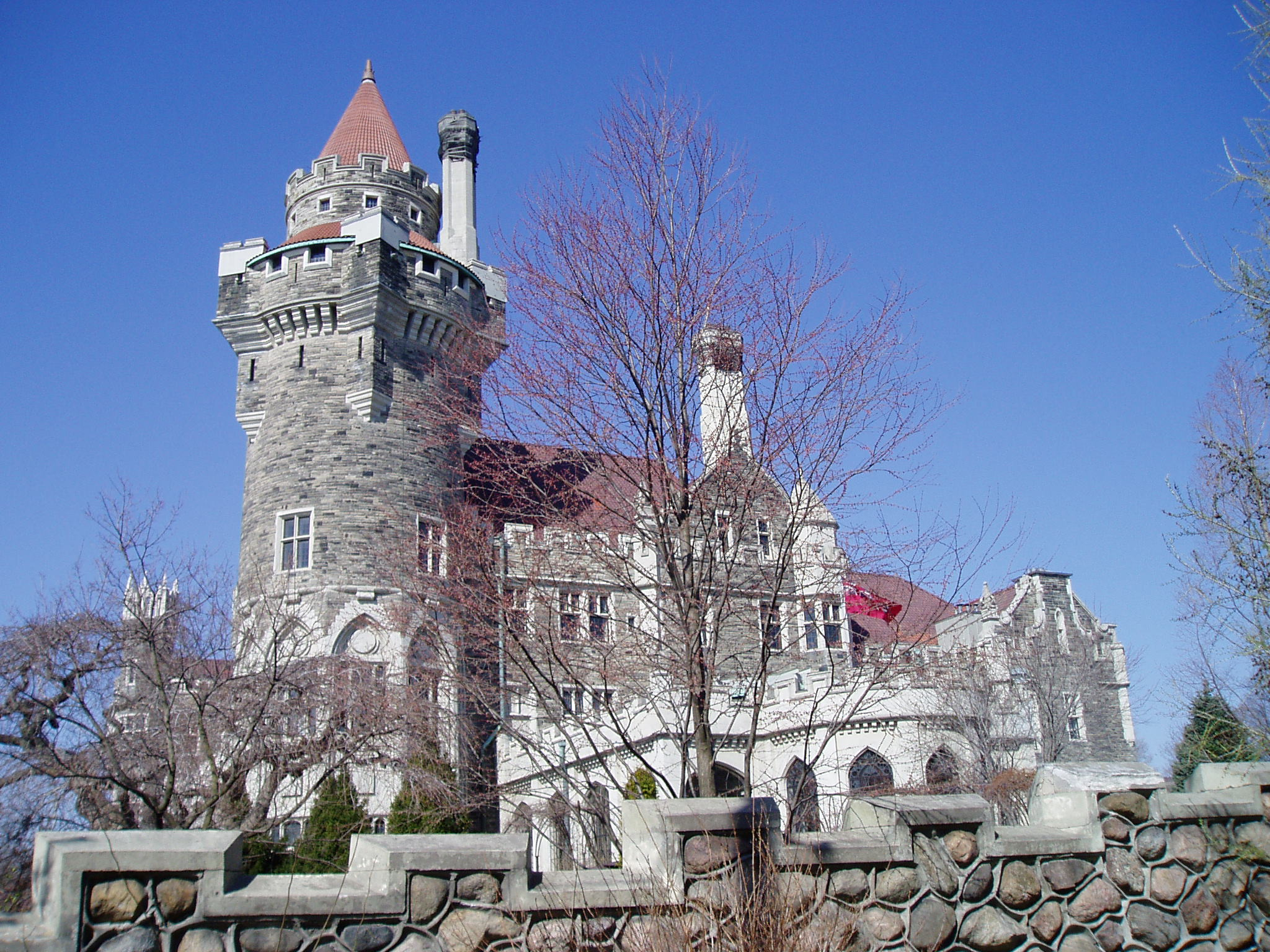
Vista parcial da Casa Loma.

Casa Loma (termo espanhol que significa "Casa na Colina"; House on the Hill em inglês) é um museu e marca na cidade alta de Toronto, construído como um castelo neo-romântico. Originalmente, foi a antiga residência do financista Sir Henry Mill Pellatt e, atualmente, é uma atração turística da cidade de Toronto, província de Ontário, Canadá. O palacete foi construido ao longo de um período de três anos, entre 1911 e 1914. O seu arquiteto foi E. J. Lennox, igualmente responsável pelo desenho de vários outros marcos da cidade.
O palacete apresenta a aparência dum castelo europeu. Era a maior residência, pelo menos até 1914, da América do Norte. Entretanto, a casa nunca foi terminada, pois, em primeiro lugar, Sir Henry perdeu o seu monopólio de energia em favor do poder público, depois decidiu investir em terras, mas a maioria dos canadianos só investia em títulos de guerra e não em residências. A economia sofreu uma grande depressão no pós-guerra e todas as suas ações perderam valor. Em 1923, Henry estava em desespero, o Banco da Casa que garantia a maioria dos seus empréstimos quebrou. O financeiro devia ao banco cerca de 1,7 milhões de dólares canadianos, um valor estimado de 20 milhões de dólares canadianos atuais. Todos os seus bens foram confiscados, incluindo o castelo e todos os seus objetos, causando a ruína de Pellatt.

## Localização
A Casa Loma localiza-se no Austin Terrace, no extremo norte da Spadina Avenue, num escarpamento (Davenport Hill) acima da Davenport Road. Davenport corre ao longo do fundo do escarpamento que era a linha costeira do pró-glacial e pré-histórico Lago Iroquois, o predecessor do Lago Ontário. A Casa Loma propicia vistas para o escarpamento e para Spadina Avenue, no coração de Toronto. Os estábulos localizam-se no número 330 da Walmer Road e o pavilhão de caça no número 328 da mesma rua.

## História

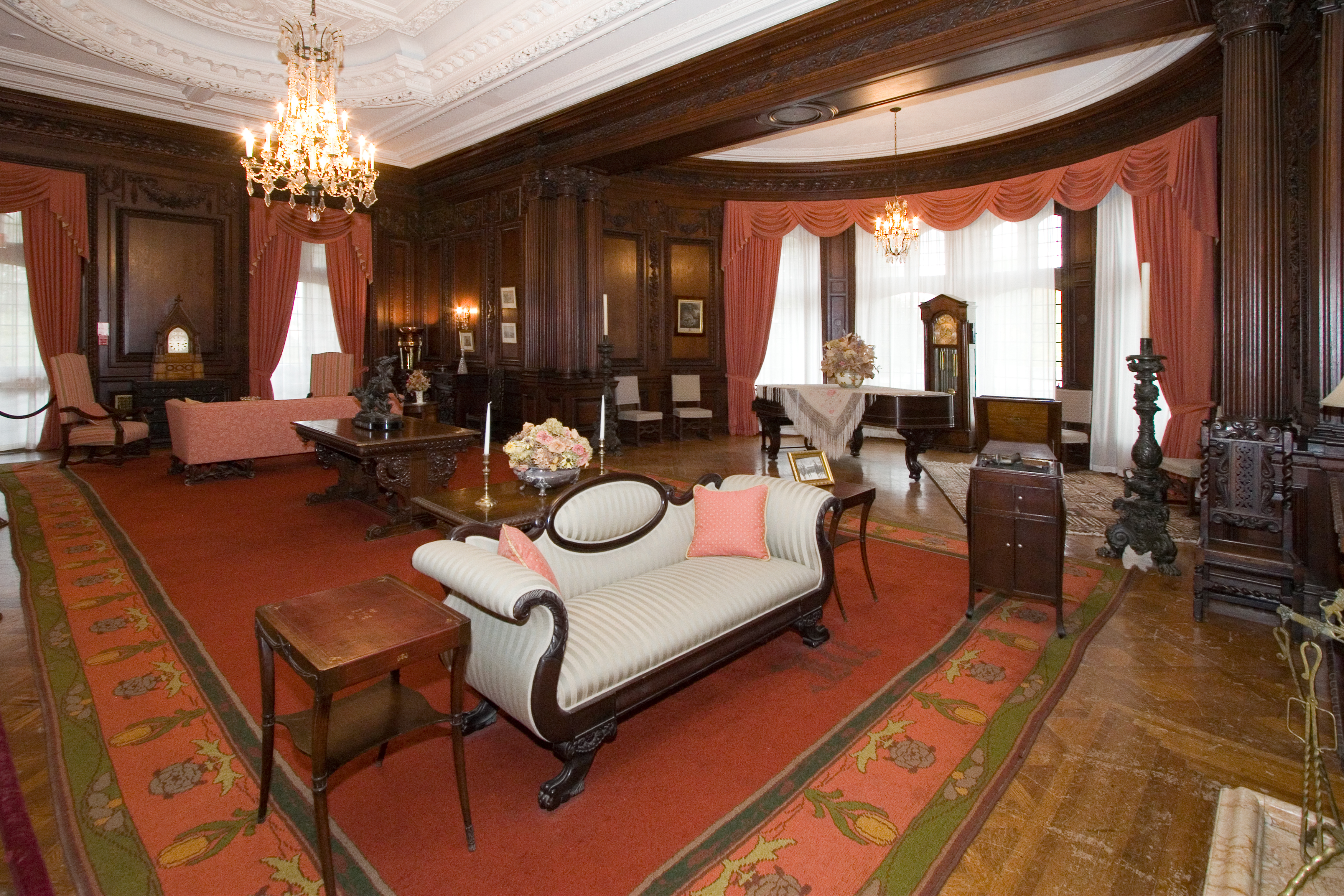
Um dos interiores de Casa Loma.

Em 1903, Henry e Mary Pellatt começaram o planeamento da construção do estábulo, do jardim de inverno e da sua primeira residência, uma cabana do lado oposto ao futuro castelo. Em 1905, Sir Henry Pellatt comprou um campo de golfe privado ao seu vizinho Albert Austin. Em 1909, contratou o arquitecto canadiano E. J. Lennox para desenhar a Casa Loma, começando, então, a esboçar os primeiros planos do seu sonho, um grande castelo medieval. A construção iniciou-se em 1911, começando com os estábulos, o barracão de vasos e o Pavilhão de Caça, poucas centenas de metros a norte do edifício principal. O terreno já havia sido batizado de Casa Loma, o nome em espanhol é traduzido como "casa do topo da colina". O Pavilhão de Caça é uma casa de dois pisos com 7.500 pés quadrados, contendo os alojamentos da criadagem. Assim que o complexo dos estábulos ficou concluido, Sir Henry vendeu a sua casa de Verão em Scarborough, ao seu filho, e mudou-se para o Pavilhão de Caça. Os estábulos foram usados como um lugar de construção para o castelo (também serviam de alojamentos para os criados homens), com alguma da maquinaria a permanecer ainda nos quartos debaixo dos estábulos.
O palacete custou, na época, aproximadamente 3,5 milhões de dólares canadianos (correspondentes a cerca de 100 milhões atuais). A obra foi executada, do início ao fim, durante três anos, por uma equipa de 300 trabalhadores. Infelizmente, devido ao início da Primeira Guerra Mundial, a construção do edifício foi parada, nunca sendo acabado o trabalho. o ficar concluida, em 1914, com 98 quartos e uma área edificada de 17.000 m², era a maior residência privada no Canadá. Entre as comunidades notáveis, incluia-se um elevador, um forno suficientemente grande para assar um boi, duas passagens verticais para órgãos de tubos, aspiração central, duas passagens secretas no gabinete de Sir Henry do piso térreo e uma pista de bowling com três trilhos (nunca concluida).

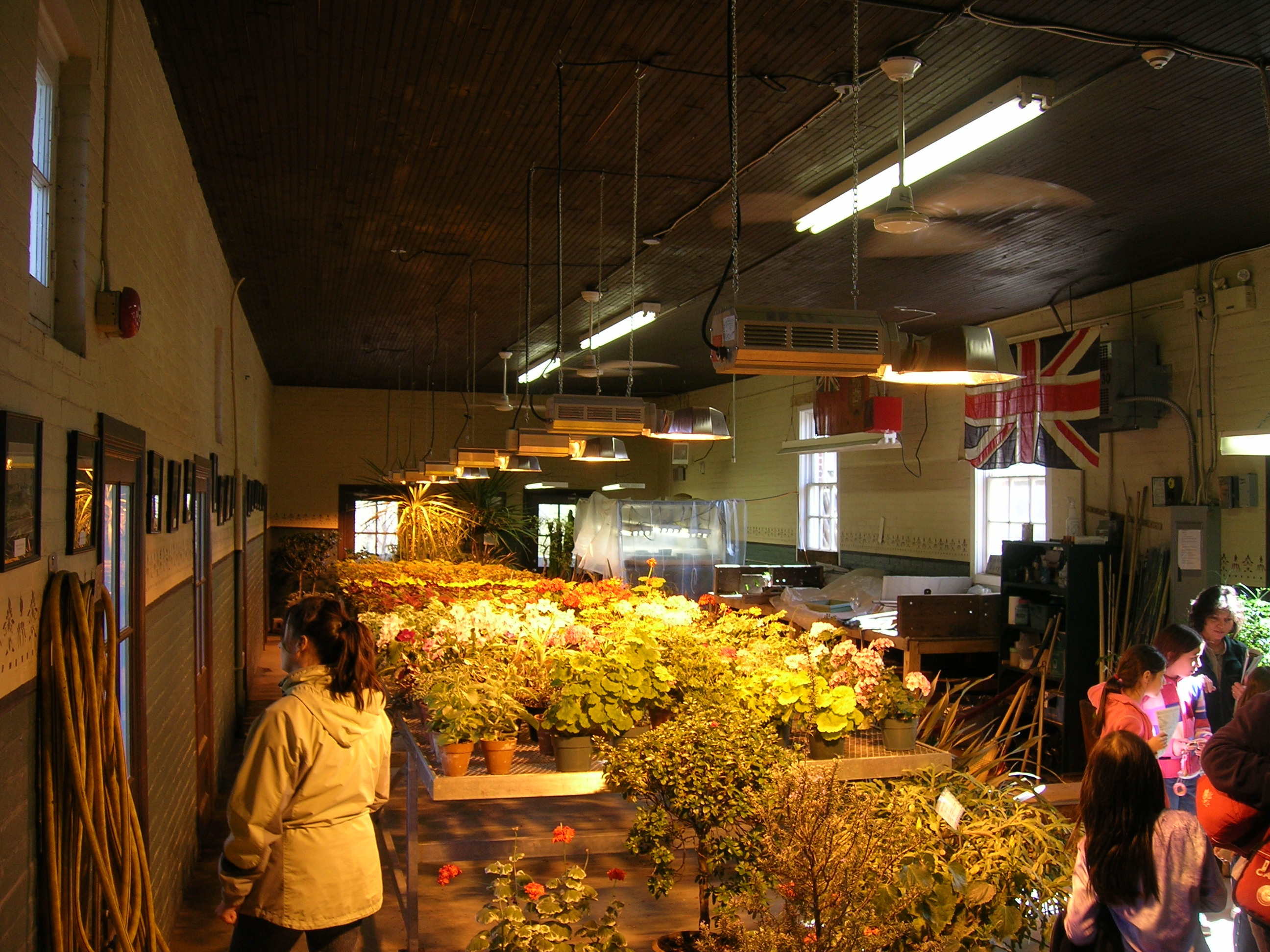
Visitantes examinam a estufa localizada nos jardins da Casa Loma.

A maior parte do terceiro andar foi deixada inacabada e, actualmente, serve como uma pequeno museu para o regimento de milícia Queen's Own Rifles. Pellatt juntou-se ao regimento como caçador e subiu na hierarquia, tornando-se Comandante. Foi feito cavaleiro pela sua dedicação ao regimento. Mais tarde, serviu como Coronel Honorário e foi promovido a Major-General quando se aposentou.
Durante a Grande Depressão, Toronto aumentou os impostos de propriedade anuais sobre a Casa Loma de $400 para $1.200 dólares, e Pellatt - experimentando dificuldades financeiras e testemunhando a sua falência - foi forçado a leiloar obras de arte e mobílias avaliadas em $1,5 milhão, conseguindo obter, apenas, $250 mil dólares durante as audições de falência. Sir Henry pôde gozar a vida na Casa Loma por menos de dez anos, partindo em 1923. Mais tarde, funcionou por pouco tempo como hotel de luxo. No final da década de 1920, a Casa Loma também foi um popular clube noturno. Os Orange Blossoms, mais tarde conhecidos como Glen Gray e a Casa Loma Orchestra, tocou ali por oito meses entre 1927 e 1928. Pouco depois, foram em digressão pela América do Norte e tornaram-se numa importante banda de dança da era do swing.
Em 1933, o município de Toronto confiscou o palacete por causa duma dívida de 27 mil dólaresem impostos atrasados. Durante este período, as crianças arrombavam o edifício e jogavam às escondidas e ao apanha. Também foi usado como abrigo para pessoas sem casa. O palacete estava extremamente degradado e a cidade apontou o edifício para ser demolido. No entanto, em 1937, foi arrendado ao Kiwanis Club de Toronto (atualmente conhecido como Kiwanis Club da Casa Loma) por i dólar canadiano, com a promessa de restaurar o castelo para a sua condição inicial (a reconstrução ainda está em curso atualmente).
Contrariamente à crença popular, a Casa Loma nunca foi residência oficial nem da cidade nem da Provincia do Ontário. Em 1937, foi aberta ao público pela primeira vez como atracção turística, operada pelo Kiwanis Club de Toronto. Por coincidência, foi o mesmo ano em que Chorley Park, a Casa do Governo do Ontário, foi encerrada pelo governo provincial.
Durante a Segunda Guerra Mundial, a Casa Loma foi usada para ocultar a pesquisa de sonar e para a construção de dispositivos sonar para detecção dos U-boat.
Atualmente, a Casa Loma ainda é operada pelo Kiwanis Club, sendo uma das mais populares atrações turísticas de Toronto.

## Interiores

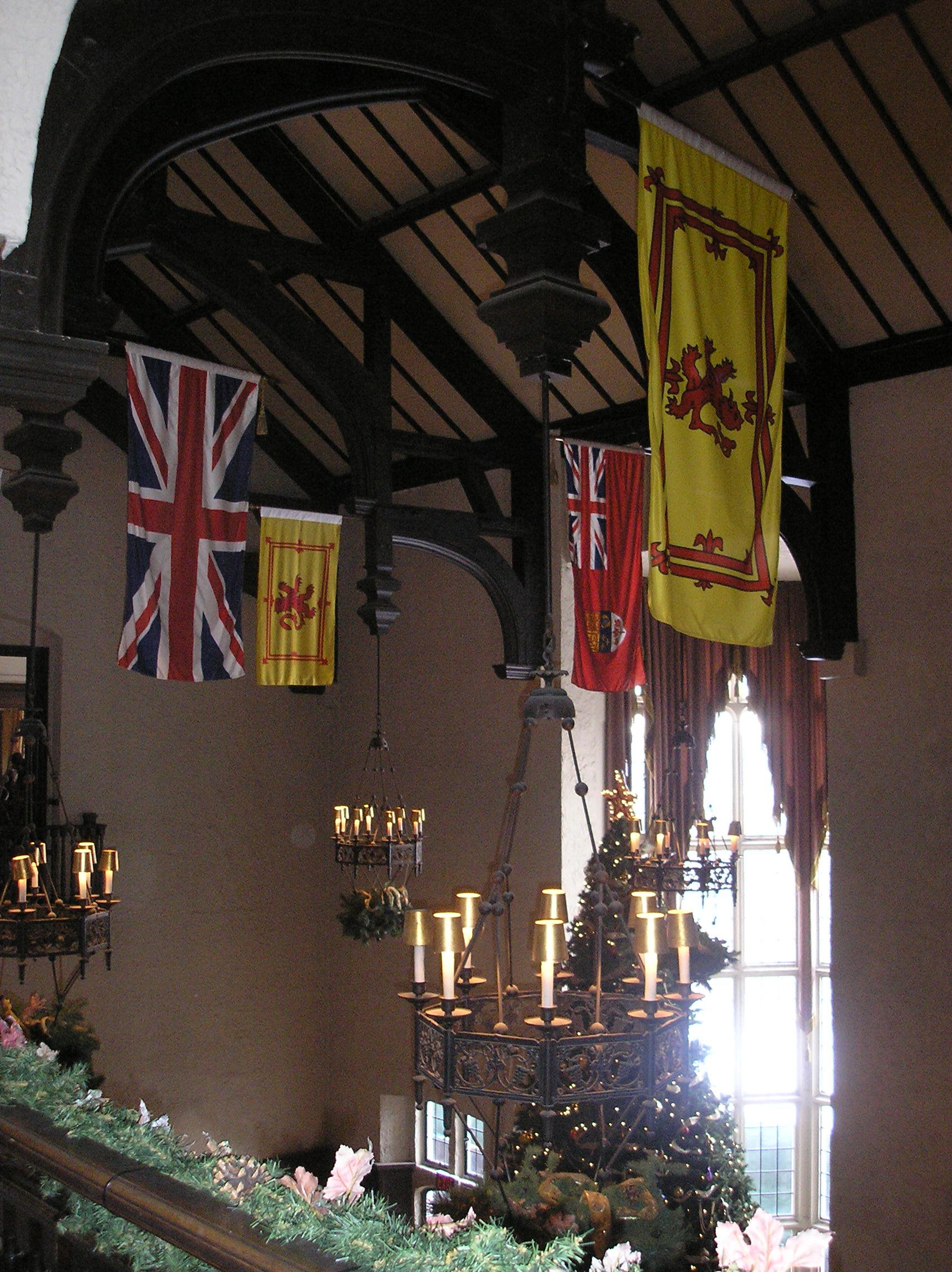
Aspecto do salão principal.

A Casa Loma tem cinco acres de jardins. Um túnel subterrâneo liga a Casa Loma com o Pavilhão de Caça e com os Estábulos (Garagem, Barracão de Vasos, Baias, Sala das Carruagens e Sala de Arreios). Sir Henry importou artesãos da Europa para desenhar muito do moniliário do palácio, algum do qual pode ser visto nas imagens abaixo. As principais divisões em cada piso são:
Piso principal
Grande Hall, Biblioteca, Sala da Jantar, a Estufa, Sala de Serviço, Caminho do Pavão, Estúdio de Sir Henry, Sala de Fumo, Sala de Bilhar e Sala de Carvalho.
Segundo andar
Suite de Sir Henry, Casa de Banho de Sir Henry, Suite de Lady Pellatt, Casa de Banho de Lady Pellatt, Exposição das Girl Guides, Suite de Convidados, Sala Windsor, Sala Redonda.
Terceiro andar
Museu Regimental dos The Queen's Own Rifles of Canada, Escadas para a Torre, Sala Kiwanis, Sala Jardim, Sala dos Criados, Sala Austin.
Cave
Loja de Presentes (pista de bowling e campo de tiro - nunca concluidos), Café do Castelo (Ginásio - nunca concluido), Piscina (nunca concluida), Adega, Túnel para o Pavilhão de Caça e Estábulos.
Estábulos
Garagem, Barracão de Vasos, Baias, Sala das Carruagens, Sala de Arreios, Pavilhão de Caça.

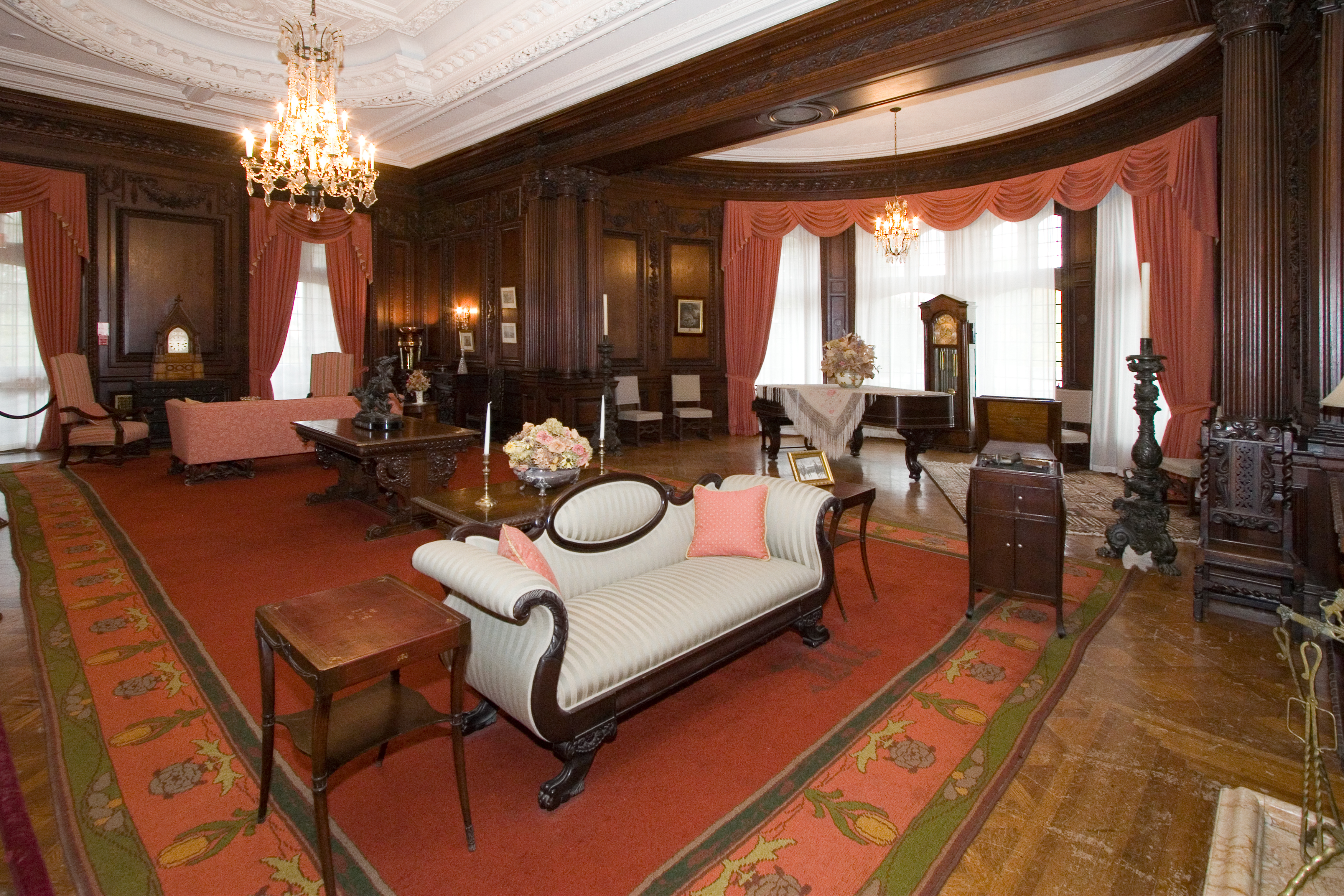
Sala de Carvalho: pensada como sala de estar de Sir Henry, os painéis em carvalho francês levaram aos artesãos três anos a entalhar.
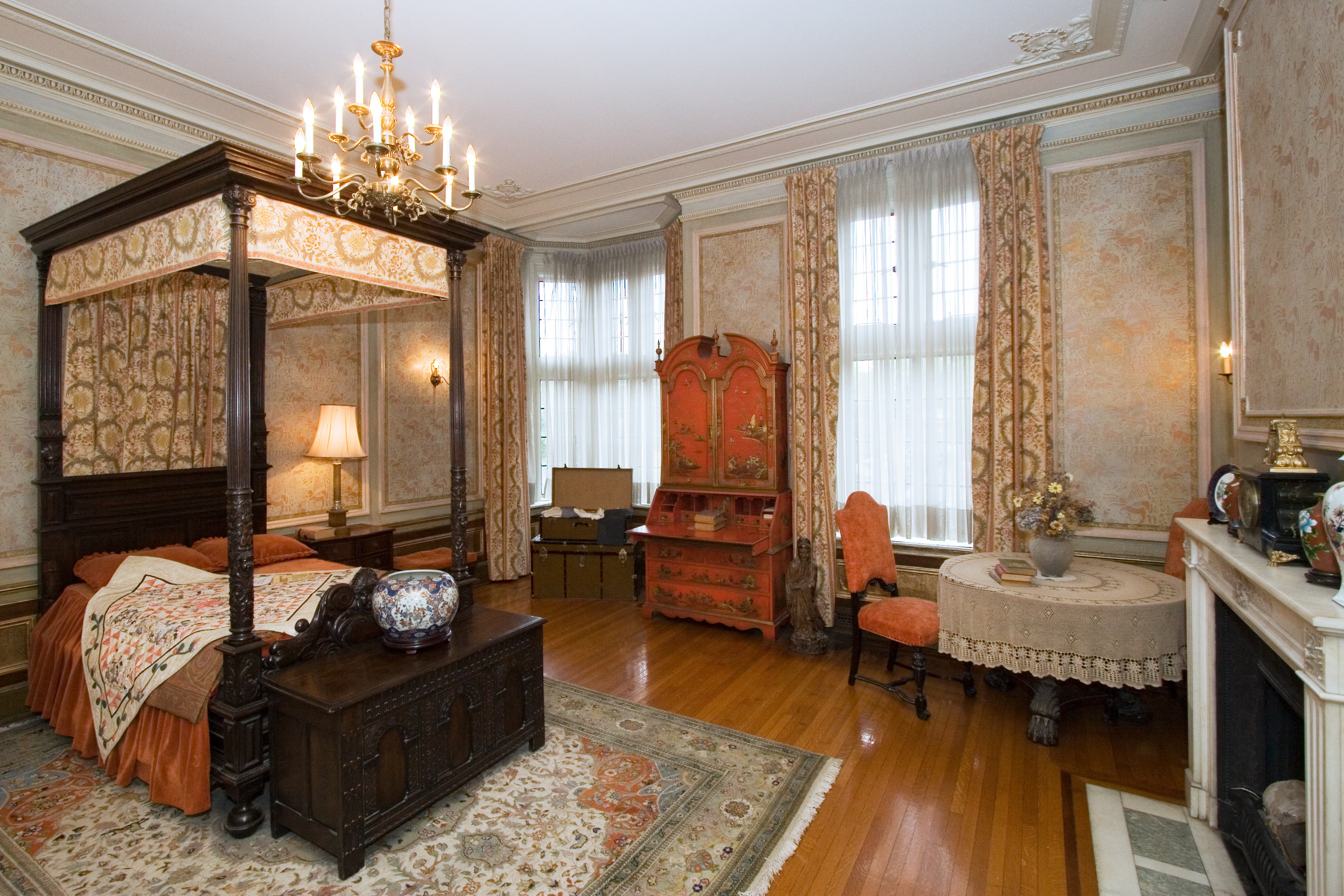
Sir Henry aspirava a ter membros da Famílie Real a permanecer na Suite de Convidados.
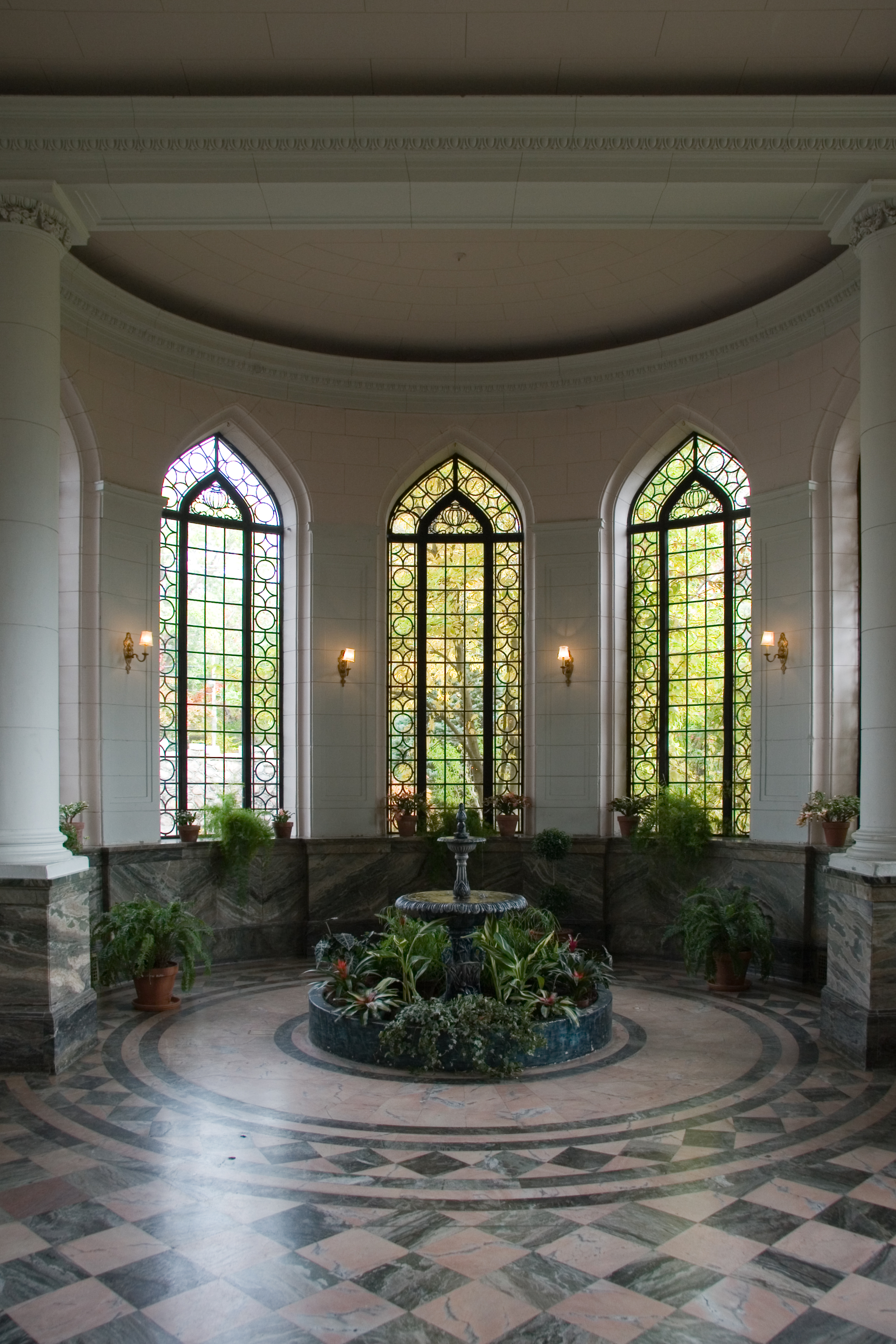
A estufa apresenta plantas e, num dos extremos, esta fonte.
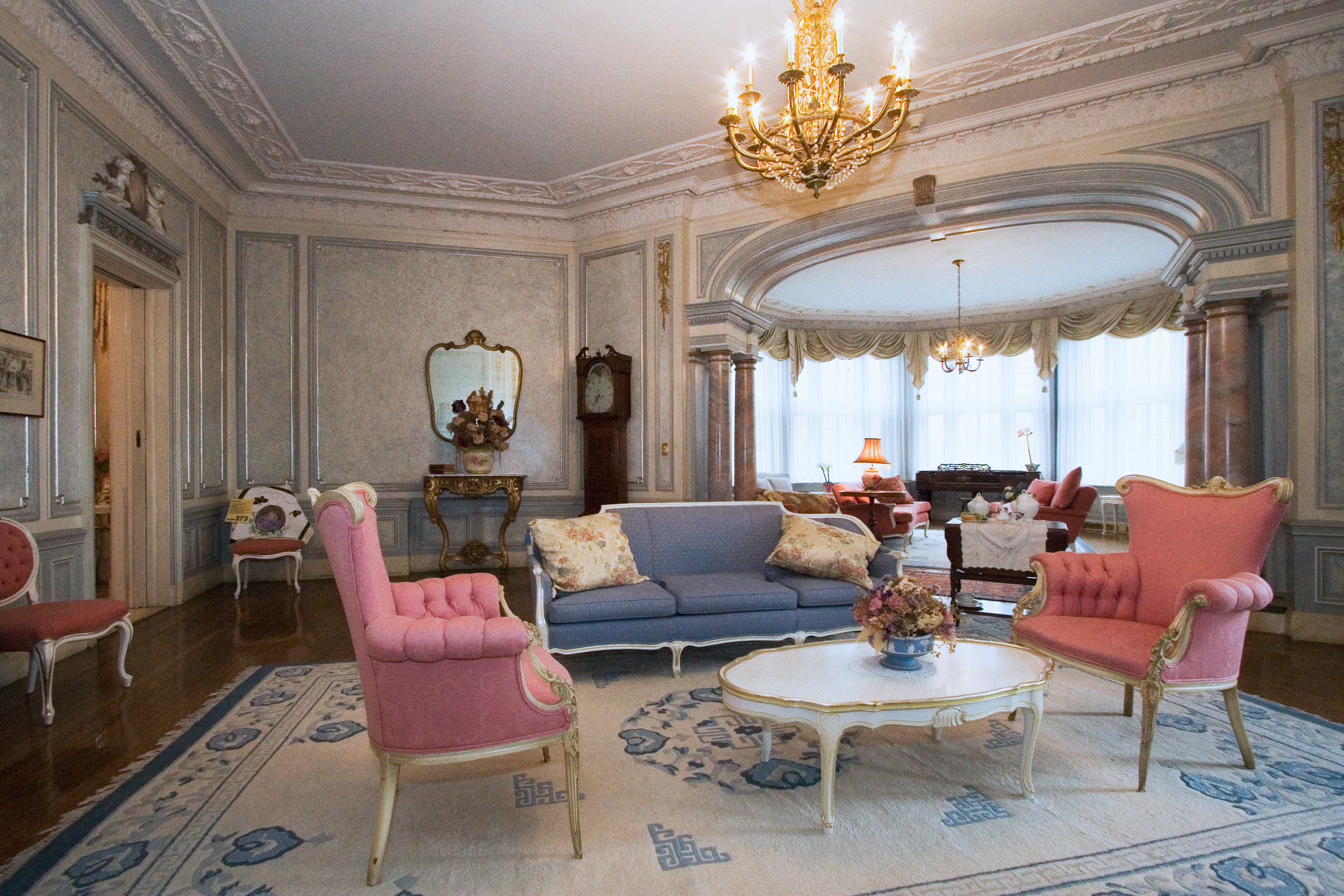
A Suite de Lady Pellatt.
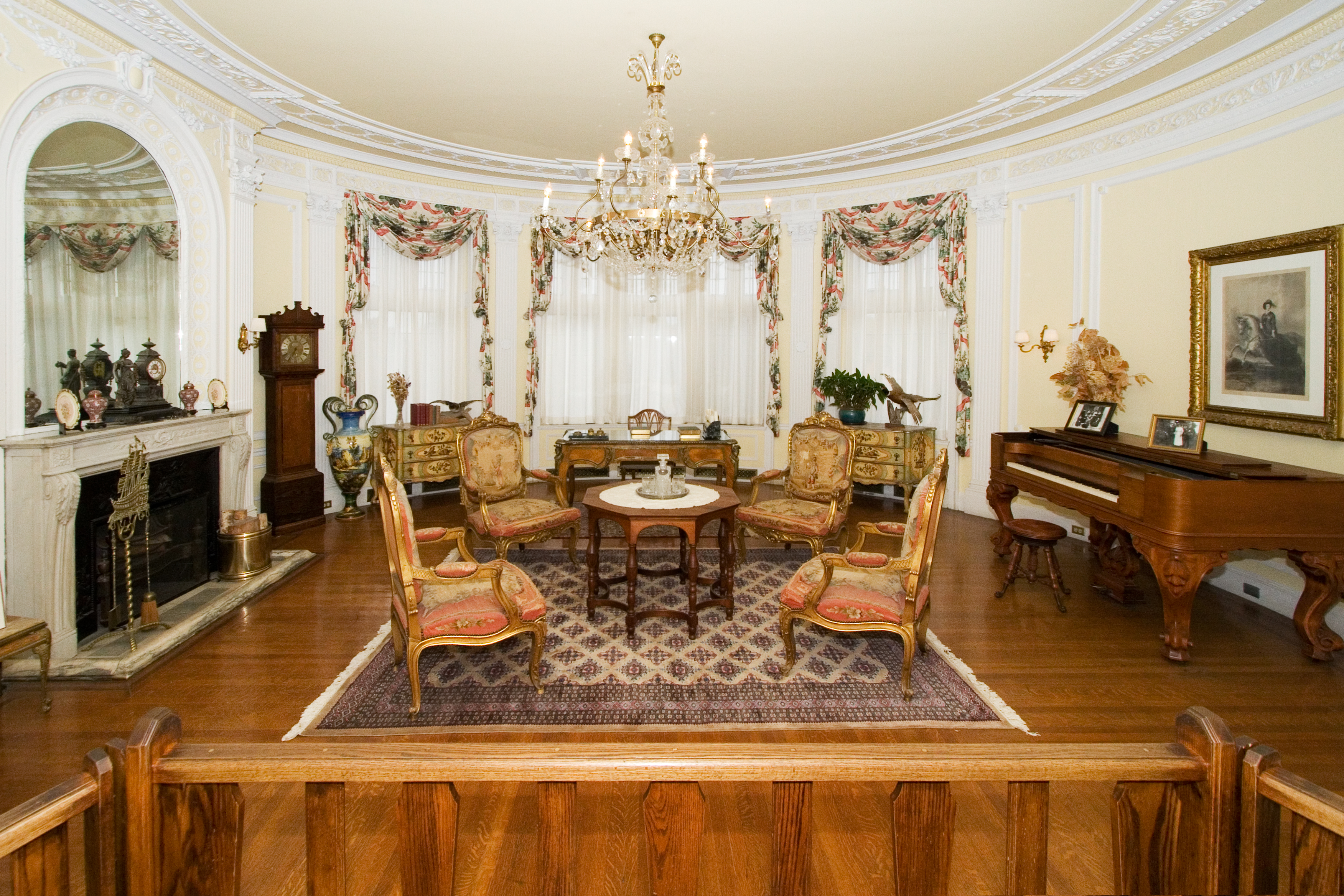
A Sala Redonda foi desenhada para ficar debaixo da torre do palácio. Esta sala é notável pelas suas portas e janelas, as quais curvam para seguir a forma da sala.

## Casa Loma na cultura popular

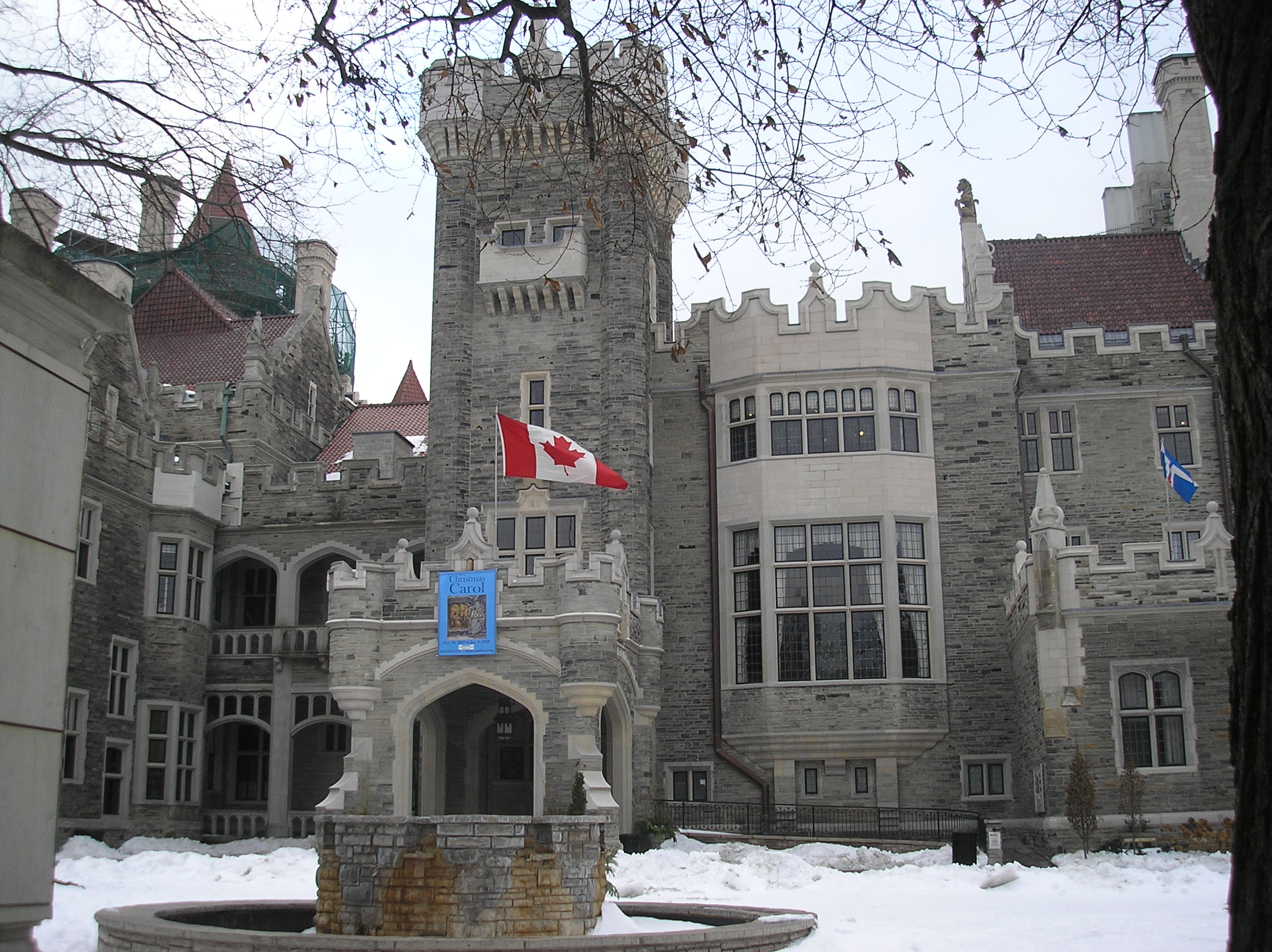
Pátio da Casa Loma.

- Devido ao seu carácter arquitectónico único em Toronto, a Casa Loma tem sido um popular cenário para filmes e séries de TV. Por exemplo, algumas parte do filme X-Men foram gravadas dentro da Casa Loma, para representar a escola de mutantes do Professor Charles Xavier. Entre outros filmes rodados no palacete, contam-se Strange Brew, Chicago, The Tuxedo, e The Pacifier.

- Entre os livros de banda desenhada e as novelas para crianças que fazem referência ao edifício encontram-se a série Scott Pilgrim e o mistério de assassinato de Eric Wilson, The Lost Treasure of Casa Loma. Também foi temporariamente transformada em "Hogwarts" para o lançamento do sétimo livro da série Harry Potter.

- No programa Being Erica, da CBC Television, o episódio "Mi Casa, Su Casa Loma" apresenta a Casa Loma proeminentemente como um lugar onde a personagem principal, Erica Strange, trabalha.[2]

- A Casa Loma também é mencionada no poema para crianças do poeta canadiano Dennis Lee, datado de 1970, "Wiggle to the Laundromat", integrado na colecção Alligator Pie: “Wiggle to the laundromat,/Waggle to the sea;/ Skip to Casa Loma/ And you can't catch me!”[3]

- A casa tinha 59 telefones e, naquela época, o operador de linhas de telefones do castelo completava mais ligações que toda a cidade de Toronto. A comunicação com os empregados era feita através dos telefones, o que justifica a quantidade de ligações.

- Na Casa Loma, encontram-se expostas várias peças curiosas como as que se apresentam abaixo:

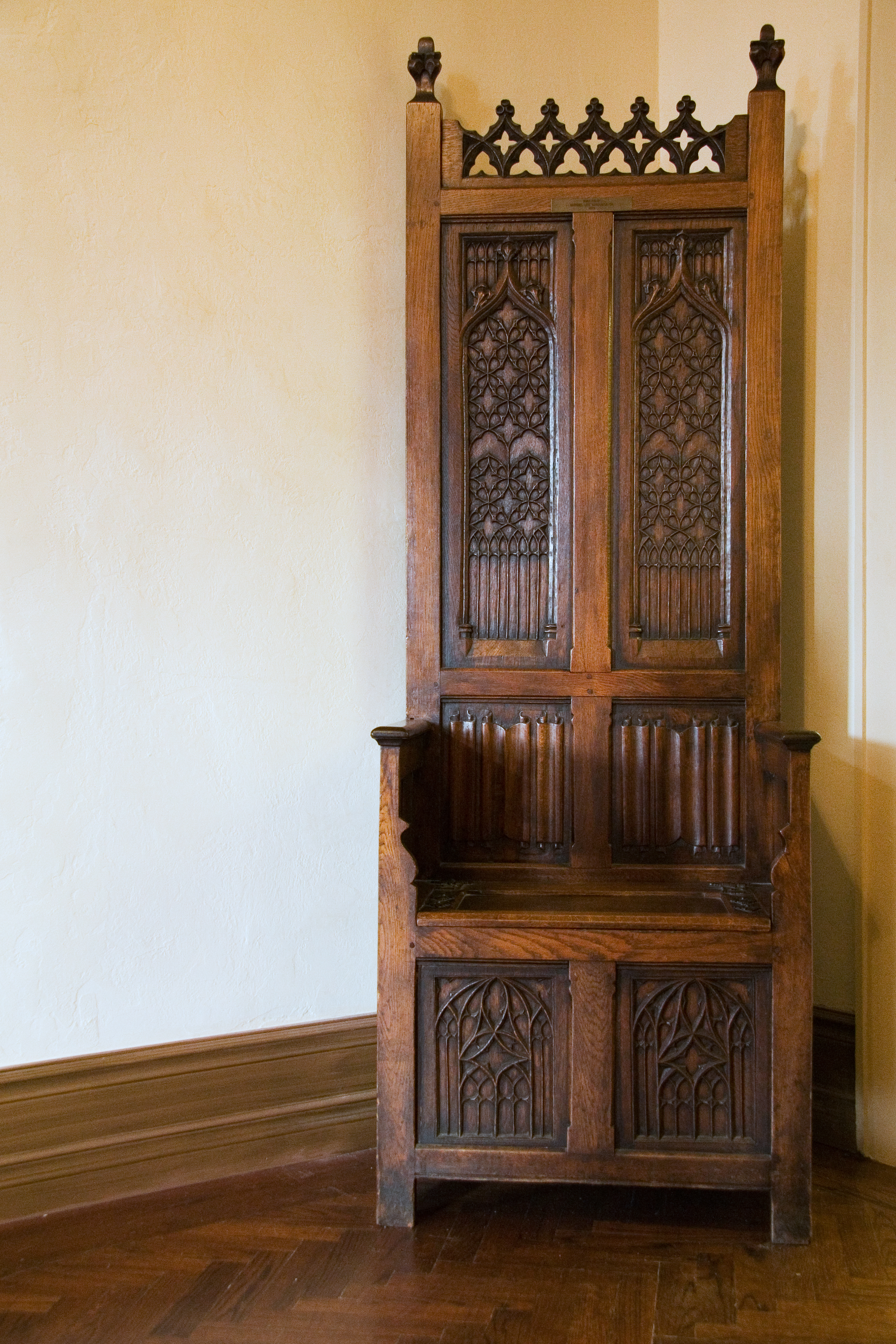
Cadeira entalhada artesanalmente.
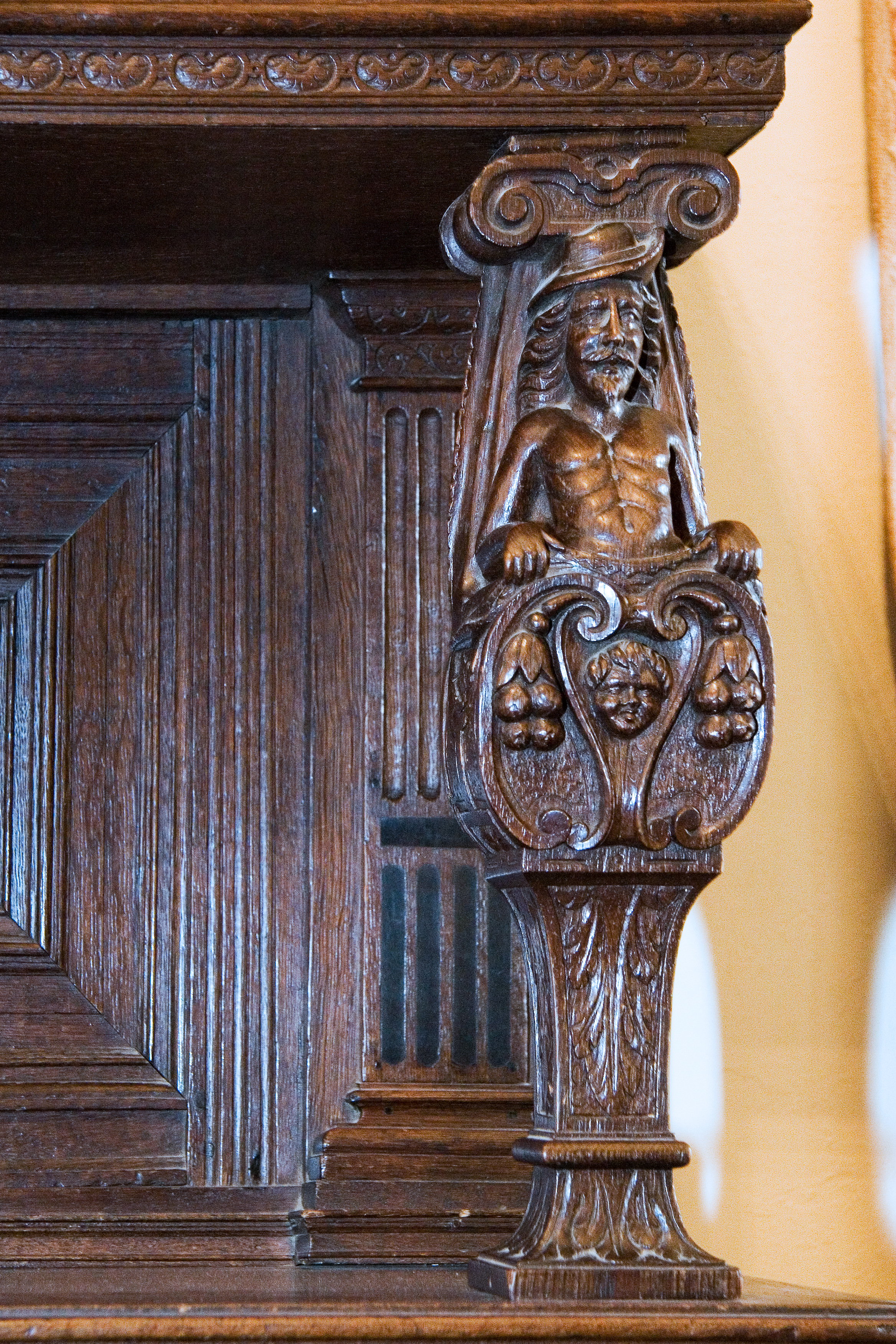
Detalhe de trabalho em madeira.
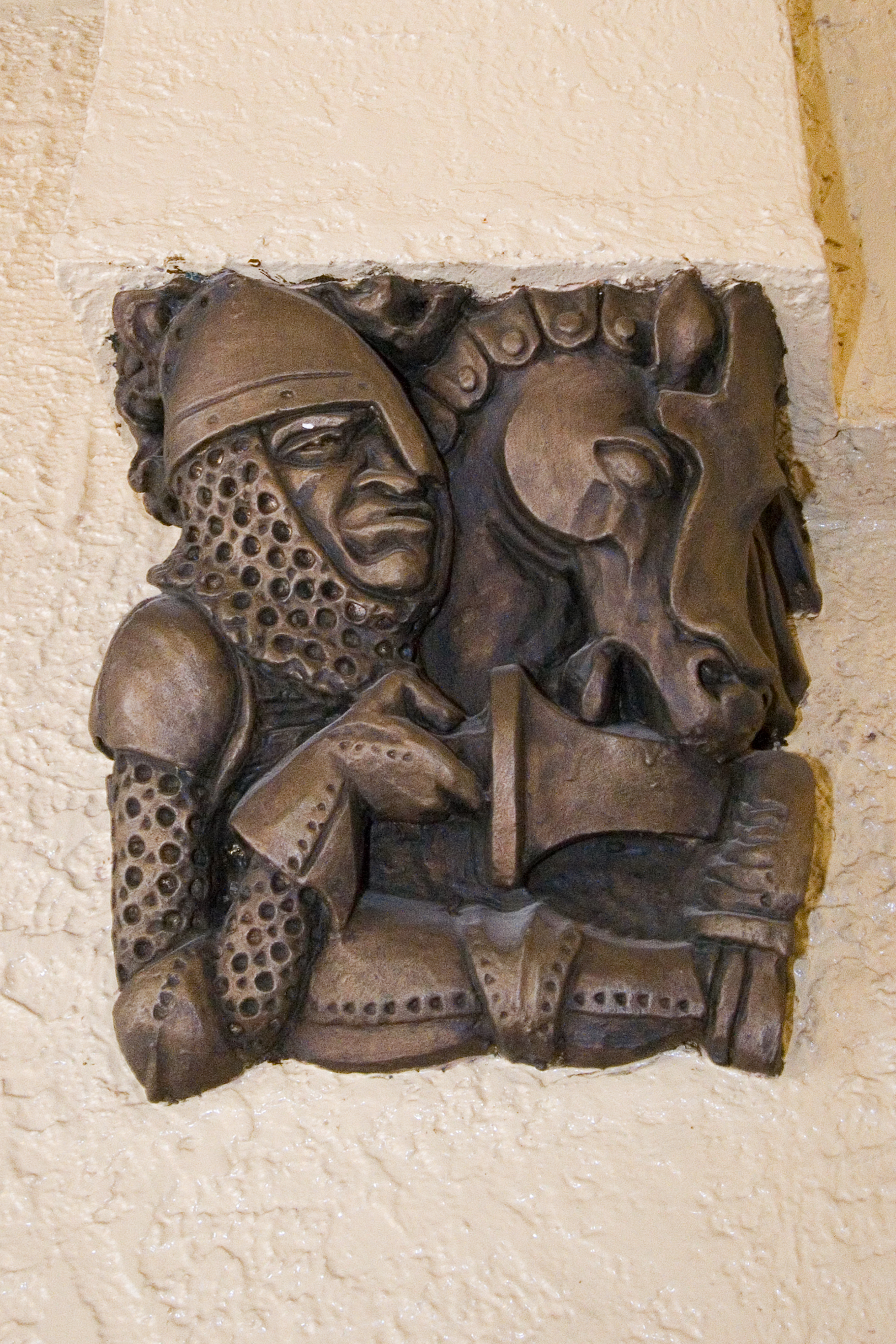
Cavaleiro medieval entalhado.

## Girl Guidingna Casa Loma
Lady Pellatt convidava frequentemente as Girl Guides para a sua casa. A sua primeira visita deu-se em 1913, quando 250 raparigas e as suas orientadoras percorreram as estufas, os estábulos, subiram a escadaria circular para o topo da torre, sendo-lhe, então, servido um chá na Sala Palm. Em Março de 1914, Lady Pellatt assistiu à festa anual das Guias a partir da janela do seu quarto, uma vez que estava demasiado doente para deixar os seus aposentos. Estas reuniões tornaram-se num eveto anual na casa. As Guias também patinavam a posta de curling no inverno.

## Assalto
No Sábado, 7 de Junho de 2008, a Casa Loma foi invadida, entre as 2 e as 4 horas da madrugada, por dois adolescentes de 19 anos de idade, um natural de Missisauga, Peter Baczynksi, e outro de Toronto, Patrick Maier-Trevizan. Testemunhos dos dois suspeitos e relatórios da polícia confirmam que, depois duma noite a beber abusivamente e a fumar marijuana, o par foi para a Casa Loma e começou a subir um andaime que estava presente devido às obras de restauro em curso. Ganharam acesso à janela do segundo andar e um dos suspeitos estroncou-a com os punhos, causando um rasto de sangue com um quilómetro desde a Casa Loma até à estação de metropolitano. O suspeito arrombou a caixa de exposição na Queen's Rifle Exhibit e roubou três fuzis desactivados, juntamente com um capacete da Segunda Guerra Mundial. As armas foram escondidas nos arbustos do terreno e recuperadas no dia seguinte, sendo depois enterradas nos bosques de Missisauga onde foram resgatadas depois da detenção de um dos suspeitos. As armas foram recuperadas e os suspeitos condenados.